# DeLisle, Mississippi
DeLisle là một thành phố thuộc quận, tiểu bang Mississippi, Hoa Kỳ. Năm 2010, dân số của thành phố này là 1 147 người.

## Dân số
- Dân số năm 2000: người.
- Dân số năm 2010: 1 147 người.